# Episodi di Joséphine, ange gardien (ventunesima stagione)
La ventunesima stagione della serie televisiva Joséphine, ange gardien, composta da 8 episodi, è stata trasmessa su TF1 dal 2020. Le riprese della stagione sono state interrotte a causa dell'emergenza COVID-19. In Italia gli episodi vengono trasmessi su La7d dal 4 gennaio 2022 al 18 aprile 2025.
| n°  | Titolo originale             | Titolo italiano              | Prima TV Francia | Prima TV Italia |
| --- | ---------------------------- | ---------------------------- | ---------------- | --------------- |
| 99  | Les perchés                  | Tra incudine e martello      | 13 luglio 2021   | 4 gennaio 2022  |
| 100 | Ma petite-fille, ma bataille | Le nonne di Emma             | 20 dicembre 2021 | 11 gennaio 2022 |
| 101 | Les patins de l’espoir       | La speranza vola sui pattini | 27 dicembre 2021 | 5 maggio 2023   |
| 102 | S’aimer de toute urgence     | Una grande passione          | 26 giugno 2023   | 5 maggio 2023   |
| 103 | À toute épreuve              | Fino in fondo                | 26 dicembre 2022 | 18 aprile 2025  |

## Episodio 99: Tra incudine e martello
- Titolo originale: '
- Diretto da:
- Scritto da:

### Trama
Virginie è un'architetta indipendente che si occupa di tutto in casa. Il marito è disoccupato e cerca di sviluppare un'app, mentre la figlia è un'appassionata di ecologia. Quando Virginie accetta di distruggere parte della foresta municipale per la costruzione di alloggi pubblici, la figlia si oppone e va a occupare la foresta. La situazione si intensifica e Joséphine deve trovare un modo per riconciliare la madre e la figlia.

## Episodio 100: Le nonne di Emma
- Titolo originale: '
- Diretto da:
- Scritto da:

### Trama
Joséphine aiuta Emma, una quindicenne in crisi con il mondo dopo la morte della madre, esperta arrampicatrice, a causa di un incidente sulle Alpi. Il padre, anche lui esperto e maestro di arrampicata, sta vivendo un momento difficile: ha perso il lavoro e la casa e, nel tentativo di rimettersi in sesto, affida Emma ai nonni materni che vivono in campagna. Qui Emma non si trova, pensa di essere stata rifiutata dal padre, è in rotta con tutti e non fa che mettersi nei guai e maltrattare i suoi nonni e chiunque cerchi di dimostrarle affetto. Joséphine l'aiuterà a ritrovare se stessa grazie proprio allo sport che ha unito i suoi genitori: l'arrampicata. Ovviamente all'inizio non sarà facile convincere il padre e le due nonne, un tempo migliori amiche ma oggi acerrime rivali in lotta per l'affidamento della nipote, ma Joséphine, toccando i tasti giusti, saprà riportare la pace nella famiglia e nel cuore di Emma.

## Episodio 101: La speranza vola sui pattini
- Titolo originale: '
- Diretto da:
- Scritto da:

### Trama
Ivan è un bravo ragazzo ma purtroppo, cresciuto senza un padre e con una mamma buona ma occupata con il suo lavoro di fioraia , è finito in un brutto giro di furti e ricettazione di cellulari insieme a suoi due amici. Ivan per salvarli dalla polizia si fa catturare e il giudice lo assegna ai lavori socialmente utili presso uno stadio del ghiaccio. Qui Ivan conosce Gabriel Monnier (il cliente di Joséphine), allenatore di pattinaggio artistico dal cuore nobile, il quale, vedendolo un giorno in pista, capisce il potenziale del ragazzo e decide di allenarlo per una competizione importante. È un'occasione da non perdere per Ivan il quale finalmente ha trovato qualcuno che crede in lui e che può cambiare la sua vita per sempre. Tutto sarebbe più semplice se la direttrice del club sportivo non insistesse per portare sul podio suo figlio Hugo, il quale però, oltre a non avere talento, non è neppure interessato al pattinaggio ma è costretto ad allenarsi per compiacere la madre. Come se non bastasse Ivan è braccato dall'uomo che gli commissionava i furti, il quale arriva a minacciarlo di far del male a sua madre se il ragazzo non accetterà di continuare a "lavorare" per lui; Il giovane entra in crisi non sapendo più come gestire la cosa: pattinare da professionista o continuare con la vita di sempre? Gabriel dal canto suo, si è affezionato al ragazzo come fosse suo figlio ed è convinto che Ivan sia l'unico del club a potersi piazzare sul podio in quella competizione salvando cosi il club dalla bancarotta. Riuscirà Joséphine a dare una svolta alla vita di Gabriel e a quella di Ivan? 

## Episodio 102: Una grande passione
- Titolo originale: '
- Diretto da:
- Scritto da:

### Trama
Joséphine è l'angelo custode di Charlotte Delmass, ballerina e coreografa, divorziata dal marito e madre di Lea, una diciassette ribelle amante della danza hip hop.
Charlotte non riesce a instaurare una rapporto sano con la figlia in quanto, per diversi anni, la piccola Lea aveva vissuto più tempo con il padre mentre la madre era in giro per il mondo a causa della sua professione. Dopo il divorzio madre e figlia si sono trasferite a Parigi da Bordeaux mentre il padre ha cominciato a girare il mondo per lavoro. In città, Lea frequenta un gruppo di ragazzi appassionati di danza moderna e spesso si trova a ballare con loro, non frequenta più il liceo e passa le sue giornate tra festini, tik tok, musica e alcolici, mentre a casa è tutta un litigio con la madre che ormai non sa più come comportarsi con lei. La situazione è davvero pesante ma tutto prenderà una piega inaspettata quando, dopo un malore, Lea verrà ricoverata in ospedale e scoprirà di avere la leucemia. Joséphine, con il suo savoir faire e il suo tatto delicato riuscirà ad accompagnare tutta la famiglia in questo percorso ad ostacoli.

## Episodio 103: Fino in fondo
- Titolo originale: '
- Diretto da:
- Scritto da:

### Trama
Sotto il sole della Provenza, Joséphine arriva in una famiglia di atleti di alto livello. La sua cliente, Laure, è la madre iperprotettiva del diciassettenne Julien, che non sogna altro che andare a vivere da solo, lontano da lei. Julien infatti anni prima ha avuto un brutto incidente in mare finendo anche in coma per due giorni: da allora il ragazzo ha sviluppato una fobia per l'acqua e sua madre lo tiene sotto una campana di vetro per il timore che possa succedergli qualcosa, ma questo suo modo di proteggerlo soffoca Julien che non la sopporta più ed è causa di litigi anche con il marito. Il modo di fare di Laure sta lacerando la famiglia. Poiché la loro relazione è più conflittuale che mai, Joséphine porta tutta la famiglia in una grande avventura: un triathlon! Riuscirà Joséphine a rimettere in carreggiata la famiglia e a farla arrivare tutta insieme al traguardo?